# (37683) Gustaveeiffel
(37683) Gustaveeiffel est un astéroïde de la ceinture principale.

## Description
(37683) Gustaveeiffel est un astéroïde de la ceinture principale. Il fut découvert le 19 mai 1995 à Colleverde par Vincenzo Silvano Casulli. Il présente une orbite caractérisée par un demi-grand axe de 2,34 UA, une excentricité de 0,20 et une inclinaison de 3,8° par rapport à l'écliptique.
Il est nommé d'après l'ingénieur français Gustave Eiffel.